# Аксьонов Володимир Григорович
Володимир Григорович Аксьонов (нар. 1 січня 1937, Полтава — 15 січня 2009) — український радянський спортсмен (футболіст), тренер. Заслужений тренер УРСР (1990).

## Життєпис
Закінчив Кременецький педагогічний інститут (1960, нині ТДПУ). Виступав у командах майстрів Полтави, Кіровограда, Дрогобича, Тернополя («Авангард»; 1959—1960).
Головний тренер полтавського «Колоса» в 1967 і 1980—1982 роках. 1984—1985 — начальник команди «Нива», згодом очолив футбольну школу «Колосок» у Тернополі.
1988—1995 — президент Тернопільського обласного футбольного клубу «Нива». 1989—1991 — тренер юнацьких збірних СРСР і України. Від 1991 — інспектор Федерації футболу України. Із Тернополя переїхав на проживання до Полтави.